# Hüttwilen
Hüttwilen ist eine Ortschaft und eine politische Gemeinde im Schweizer Kanton Thurgau. Sie gehört zum Bezirk Frauenfeld.
Die seit 1997 bestehende politische Gemeinde wurde aus der ehemaligen Munizipalgemeinde Hüttwilen gebildet, die bis 1996 bestand. Sie umfasste die drei ehemaligen Ortsgemeinden Hüttwilen, Nussbaumen und Uerschhausen, die 1851 von der Munizipalgemeinde Eschenz abgetrennt wurden.

## Geographie

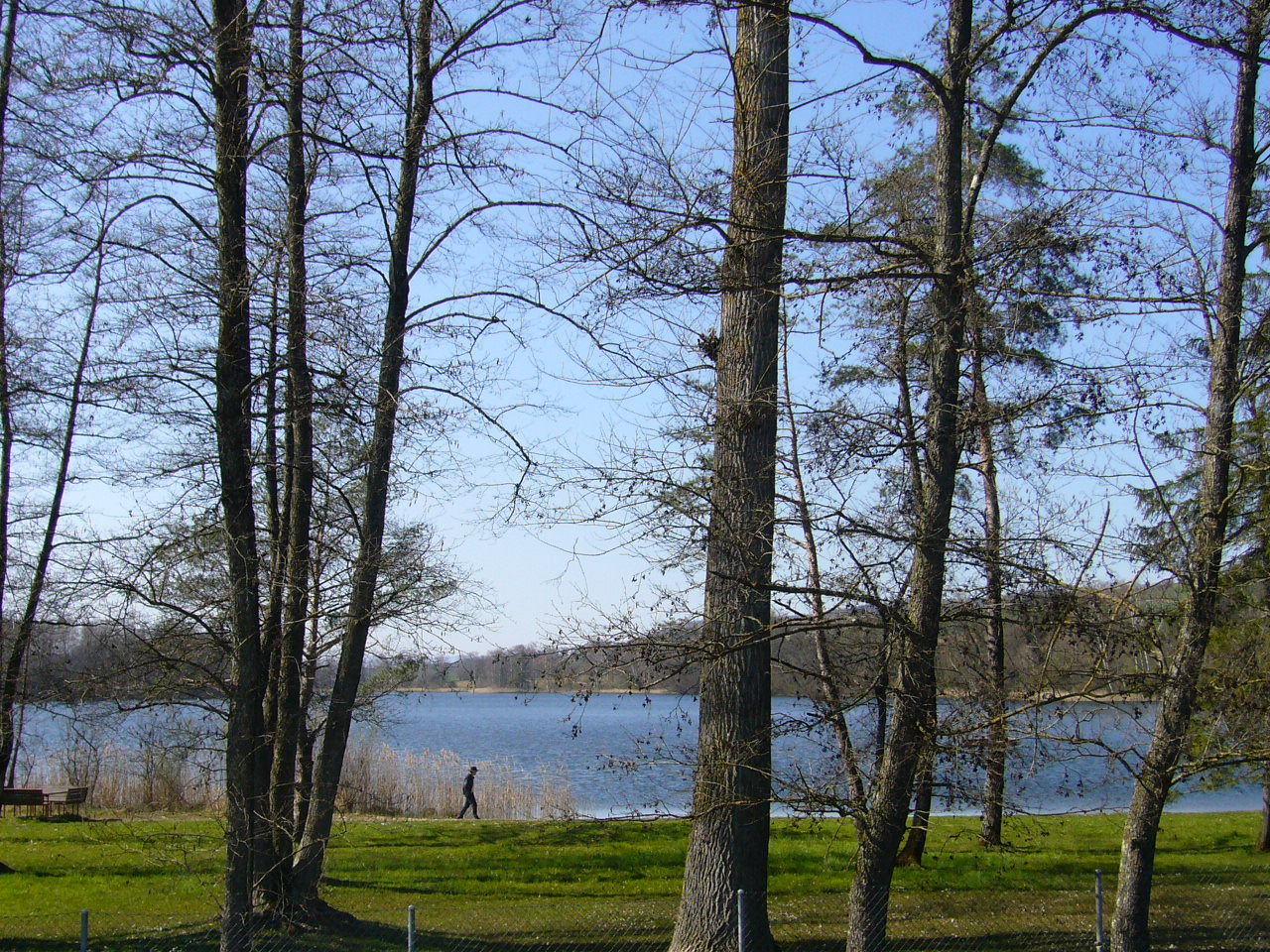
Der Hüttwilersee vom Schwimmbad aus

Hüttwilen liegt im Seebachtal, nördlich von Frauenfeld, und besteht aus den drei Dörfern Hüttwilen, Nussbaumen und Uerschhausen.
Der Hüttwilersee hat eine Fläche von einem Quadratkilometer und liegt zusammen mit den benachbarten Hasensee und Nussbaumersee in einem Naturschutzgebiet.

## Geschichte

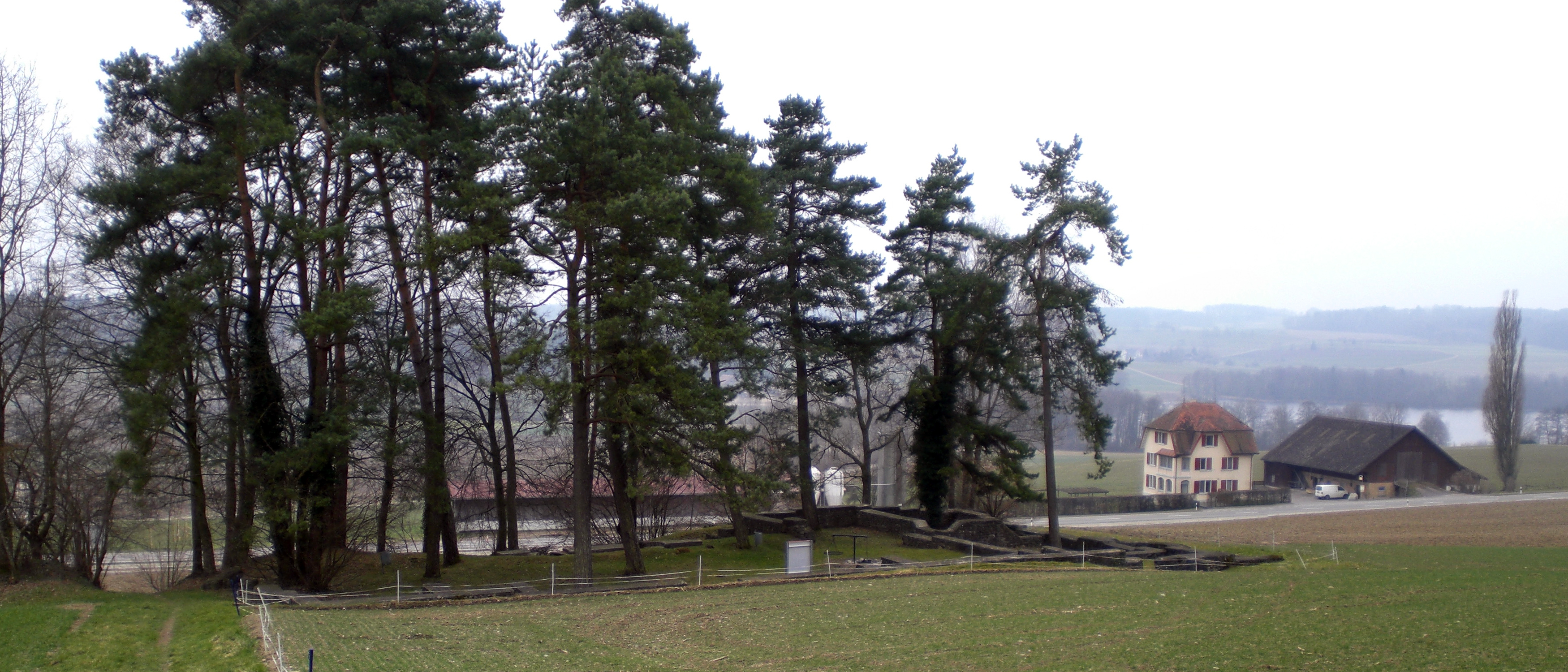
Römische Villa Stutheien

Fundstellen und Streufunde weisen auf eine Besiedlung des Seebachtals seit dem Mesolithikum hin. Ruinen des 1928 teilweise ausgegrabenen römischen Gutshofs Stutheien belegen die römische Besiedlung. 1255 wurde Hutewiler erstmals urkundlich erwähnt.
Hüttwilen war ein habsburgisches Niedergericht,
das 1466 zur Herrschaft der Kartause Ittingen kam. Das Kloster übte bis 1798 mehrheitlich die niedere Gerichtsherrschaft über das Dorf aus.

Luftaufnahme aus dem Jahr 1954

Die Pfarrei Hüttwilen war eng mit der Herrschaft verbunden. 1466 kam der Kirchensatz von Hüttwilen an die Kartause Ittingen. Mit der Reformation 1529 ging das Dorf zum neuen Glauben über. Dem katholischen Gerichtsherrn gelang es 1551, die Messe wieder einzuführen. Bis 1961 wurde die Kirche von beiden Konfessionen benützt. 1962 erfolgte der Bau der neuen reformierten Kirche, 1964 jener des katholischen Gotteshauses St. Franziskus. Von 1551 bis 1991 war Uesslingen eine Filiale der reformierten Kirchgemeinde Hüttwilen.
Gegen Ende des 19. Jahrhunderts kamen neben Wein-, Acker- und Obstbau auch Vieh- und Milchwirtschaft auf. Um 1900 wurde in Hüttwilen Handstickerei betrieben, bis ins 20. Jahrhundert Torf abgebaut. Die Seebachkorrektion erfolgte 1857 bis 1862, die Melioration 1943 bis 1949. Die Landwirtschaft als wichtiger Erwerbszweig verlor ab 1960 an Bedeutung und wurde zunehmend durch Gewerbebetriebe ersetzt. Der grösste Arbeitgeber in Hüttwilen ist die Tribünen- und Gerüstbaufirma Nüssli Gruppe. Sie beschäftigte 2005 130 Mitarbeiter in Hüttwilen und 250 weltweit; 2024 sind weltweit 425 Mitarbeiter tätig. Nachdem die Natur- und Kulturlandschaft des Seebachtals 1966 unter Naturschutz gestellt worden ist, versucht die Stiftung Seebachtal seit 1994, die ursprüngliche Landschaft zu erhalten bzw. wiederherzustellen.
→ siehe auch Abschnitt Geschichte im Artikel Nussbaumen TG

→ siehe auch Abschnitt Geschichte im Artikel Uerschhausen

## Wappen
Blasonierung: In Weiss ein roter Balken begleitet von drei schwarzen Rebenblättern (2/1).
Das Wappen der früheren Ortsgemeinde Hüttwilen zeigt den Bindenschild Österreichs mit vertauschten Farben, begleitet von drei schwarzen Rebenblättern, weil der Rebbau Hüttwilen auszeichnet. Schwarz und Weiss sind die Farben der Kartause Ittingen. Nach der Gründung der politischen Gemeinde Hüttwilen verwendete diese auf ihren Drucksachen stets die drei Wappen der ehemaligen Ortsgemeinden Hüttwilen, Nussbaumen und Uerschhausen. Im restaurierten Regierungsgebäude des Kantons Thurgau in Frauenfeld wurde 2012 das Wappen der ehemaligen Ortsgemeinde Hüttwilen als Wappen für die Politische Gemeinde Hüttwilen verwendet.

## Bevölkerung
| Hier fehlt eine Grafik, die leider im Moment aus technischen Gründen nicht angezeigt werden kann. Wir arbeiten daran! |

|                     | 1850  | 1900  | 1950  | 1990  | 2000  | 2010  | 2018  | 2023   |
| ------------------- | ----- | ----- | ----- | ----- | ----- | ----- | ----- | ------ |
| Politische Gemeinde |       |       |       |       | 1398  | 1496  | 1726  | 1746   |
| Munizipalgemeinde   | 1143  | 1054  | 1084  | 1330  |       |       |       |        |
| Ortsgemeinde        | 529   | 568   | 588   | 775   |       |       |       |        |
| Quelle              | [ 6 ] | [ 6 ] | [ 6 ] | [ 6 ] | [ 9 ] | [ 9 ] | [ 9 ] | [ 10 ] |

Von den insgesamt 1746 Einwohnern der Gemeinde Hüttwilen am 31. Dezember 2023 waren 187 bzw. 10,7 % ausländische Staatsbürger. 738 (42,3 %) waren evangelisch-reformiert und 338 (19,4 %) römisch-katholisch. Die Ortschaft Hüttwilen zählte zu diesem Zeitpunkt 1092 Bewohner.

## Wirtschaft
Im Jahr 2016 bot Hüttwilen 544 Personen Arbeit (umgerechnet auf Vollzeitstellen). Davon waren 14,0 % in der Land- und Forstwirtschaft, 32,1 % in Industrie, Gewerbe und Bau sowie 53,9 % im Dienstleistungssektor tätig.

## Sehenswürdigkeiten

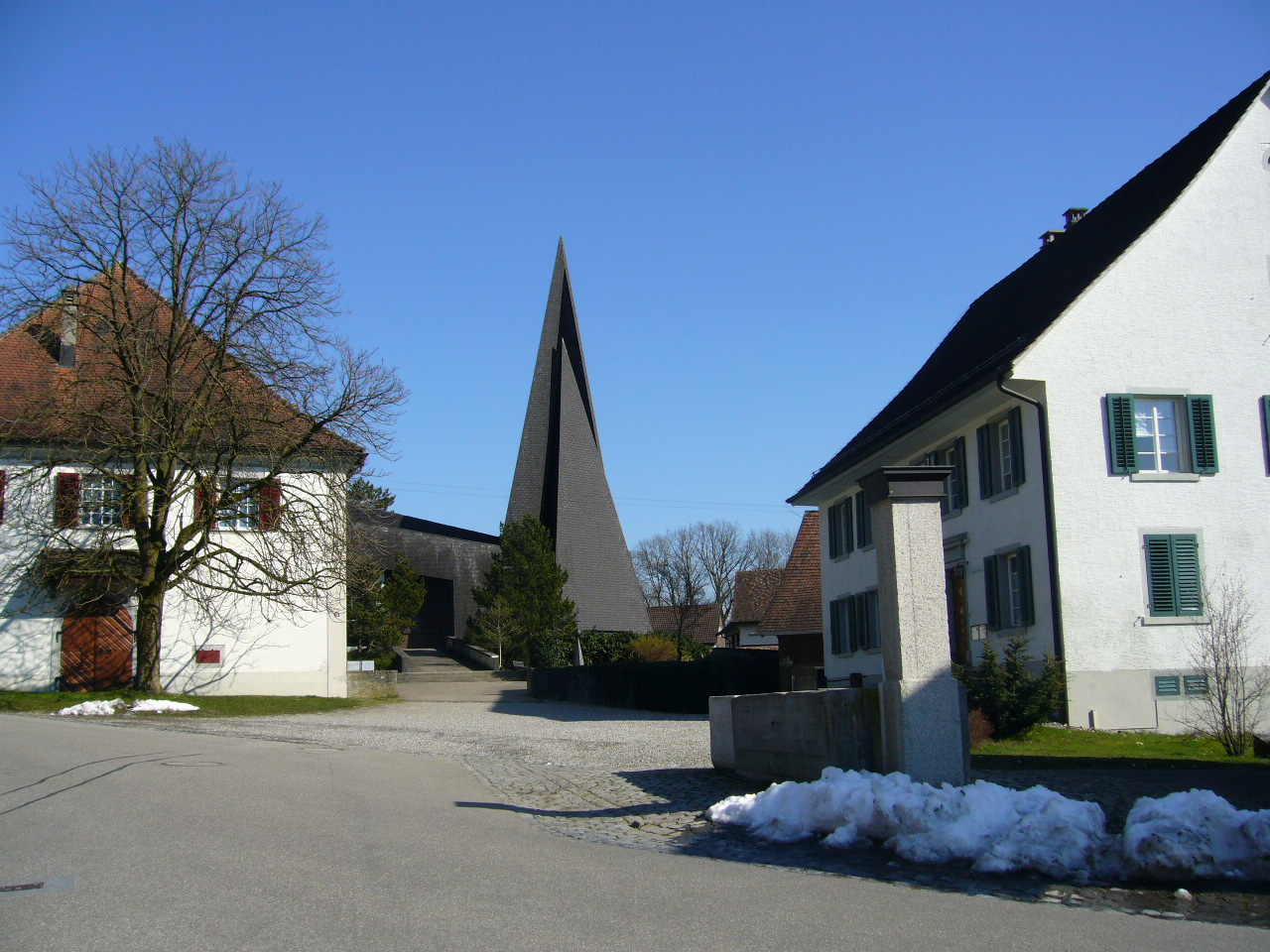
Die moderne katholische Kirche in Hüttwilen

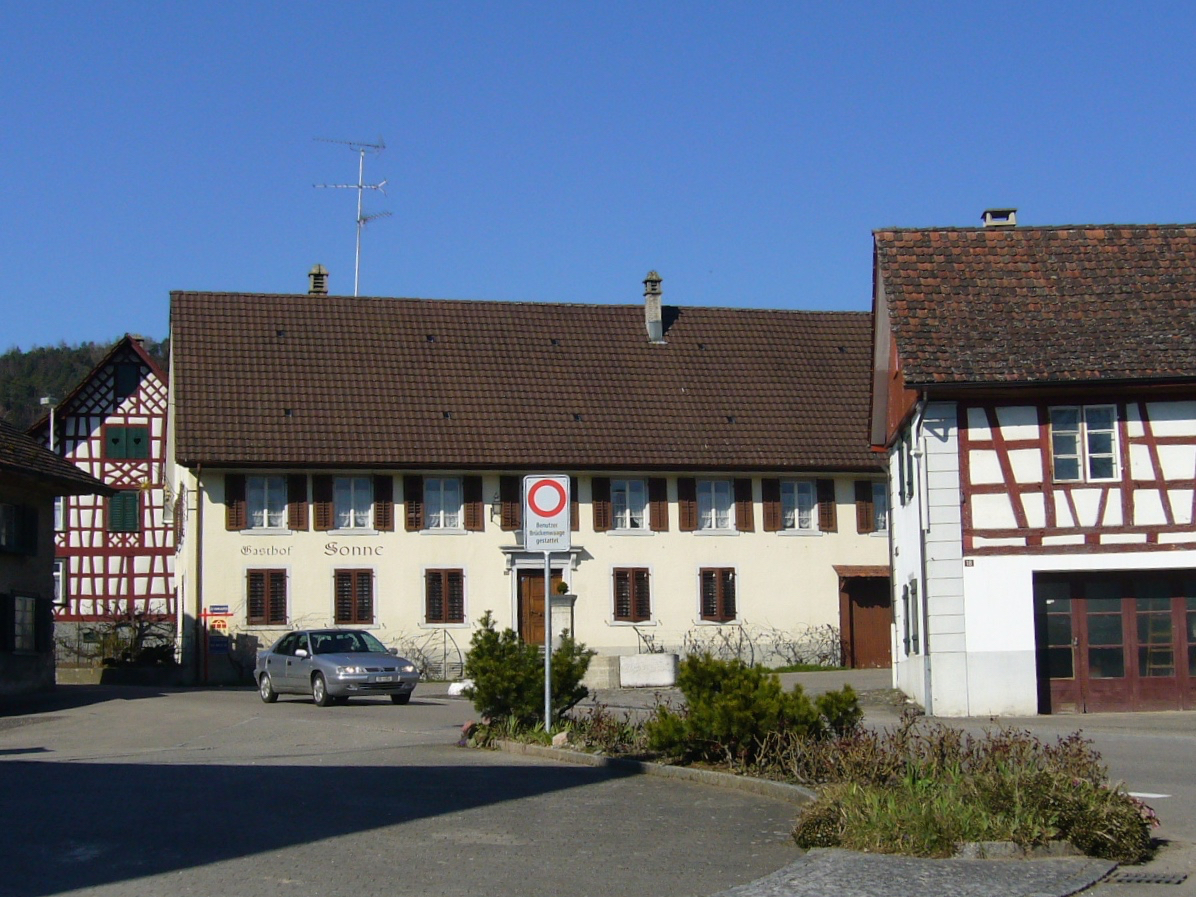
Restaurant Sonne

Bei Nussbaumen steht das Schloss Steinegg, ein 1866 im Neorenaissancestil erbautes Gebäude. Darin integriert sind Teile einer ursprünglichen Burg aus dem 13. Jahrhundert, die von den Herren von Steinegg gebaut wurde. Sie brannte 1517 ab. 1583–1798 war sie Sitz des Zürcher Obervogtes. Heute ist das Schloss Steinegg in privatem Besitz. Bei Uerschhausen steht die Burg Helfenberg.
Oberhalb Hüttwilen wurde im 13. Jahrhundert das Zisterzienserinnenkloster Mariazell zu Kalchrain («Unserer Lieben Frauen Zelle zu Kalchrain») gegründet. Das Kloster überstand mehrere Brandkatastrophen, die Reformation, Erdbeben, bis es 1848 endgültig von der thurgauischen Regierung aufgehoben wurde. In den leeren Klostergebäuden wurde 1849 eine kantonale Zwangsarbeitanstalt eingerichtet, seit 1942 Arbeitserziehungsanstalt genannt. 2013 wurde sie in «Massnahmenzentrum Kalchrain» umbenannt. Es dient heute der Ausbildung von straffälligen jungen männlichen Erwachsenen.
Die 1963 errichtete evangelische Kirche Hüttwilen wurde nach Plänen des Architekten Adolf Kellermüller erbaut. Die 1966 eingeweihte katholische Kirche St. Franziskus wurde von Justus Dahinden errichtet, einem der wichtigsten Vertreter der Schweizer Nachkriegsarchitektur. Bei ihrem Bau wurden erhalten gebliebene Fresken aus der mittelalterlichen Kirche von Hüttwilen eingebaut, die ab 1551 paritätisch genutzt wurde. Diese wurde 1964 abgetragen.
→ siehe auch Abschnitt Sehenswürdigkeiten im Artikel Nussbaumen TG

→ siehe auch Abschnitt Sehenswürdigkeiten im Artikel Uerschhausen

## Persönlichkeiten
- Albert Johann Bachmann (1863–1934), Germanist
- Toni Hagen (1917–2003), Geologe